# جنطيانيات
جنطيانيات (الاسم العلمي: Gentianales) هي رتبة نباتية تتبع طائفة ثنائيات الفلقة من صف كاسيات البذور.

## فصائل
تضم هذه الرتبة خمس فصائل نباتية منها:
- الجنطيانية (الاسم العلمي: Gentianaceae)
- الدفلية أو فصيلة خانق الكلب (الاسم العلمي: Apocynaceae)
- الفوية (الاسم العلمي: Rubiaceae)
- اللوغانية (الاسم العلمي: Loganiaceae)
- الجسامينيات (الاسم العلمي: Gelsemiaceae)

## تصنيف
تضمن تصنيف رتبة الجنطيانيات في نظام كرونكوست (بالإنجليزية: Cronquist System)‏ تعريفًا فضفاضًا للفصيلة اللوغانية (الاسم العلمي: Longaniaceae) (منذ تقسيمها إلى عدة فصائل)، إضافةً إلى الفصائل التالية:
- الريتزية (Retziaceae)
- الجنتيانية (Gentianaceae)
- الساكسيفولية (Saccifoliaceae)
- الدفلية (Apocynaceae)
- الصقلابية (Asclepiadaceae)

أما عن التصنيف الذي اعتمدته مجموعة علم تطور سلالات كاسيات البذور (APG)، فقد تضمن فصيلة الدفلية (والتي تشتمل على فصيلة الصقلابية)، إضافة إلى الفصيلة الجيلسمية (Gelsemiaceae) (المتفرعة من الفصيلة اللوغانية) والفصيلة الجنتيانية (التي تشمل على الساكسيفولية) والفصيلة اللوغانية والفصيلة الفوية.
ويقع تحت تعريف مجموعة علم تطور سلالات كاسيات البذور (APG) أعضاء معروفون ضمن هذه الرتبة من أمثال البن والغاردينيا والبلوميريا (فرانجيباني) (frangipani). ويضع تصنيف مجموعة APG الفصيلة الريتزية ضمن الفصيلة الأستلبية (Stilbaceae) (رتبة الشفويات).